# Leptoctenopsis redimita
Leptoctenopsis redimita är en fjärilsart som beskrevs av Louis Beethoven Prout 1932. Leptoctenopsis redimita ingår i släktet Leptoctenopsis och familjen mätare. Inga underarter finns listade i Catalogue of Life.